# Honey, I Shrunk the Kids
Honey, I Shrunk the Kids (Cariño, he encogido a los niños en España y Querida, encogí a los niños en Hispanoamérica) es una película infantil estadounidense de 1989 dirigida por Joe Johnston (en su debut como director) y protagonizada por Rick Moranis.
Rick Moranis interpreta a Wayne Szalinski, el profesor que accidentalmente encoge a los niños, y Marcia Strassman interpreta a su esposa, Diane, la "Honey" que da título a la película, las secuelas y la atracción de Disneylandia. Matt Frewer y Kristine Sutherland interpretan a los vecinos de los Szalinski, los Thompson.

## Argumento
Mientras tiene problemas en casa con su esposa, el inventor Wayne Szalinski (Rick Moranis) ha creado un rayo electromagnético reductor, con el que sólo consigue hacer que las cosas exploten. Cuando Wayne está ausente de casa, el hijo de su vecino, Ron Thompson (Jared Rushton), lanza con fuerza una pelota de béisbol colándola en la ventana del ático del inventor, y activando la máquina del rayo reductor. Ron y su hermano mayor, Russel (Thomas Wilson Brown) y los hijos de Wayne, Amy (Amy O'Neill) y Nick (Robert Oliveri), suben al desván para recuperar la pelota. Pero casualmente, la pelota ha quedado atrapada en la máquina bloqueando uno de los componentes del láser, dejando así la liberación de energía justa y suficiente para reducir las cosas en vez de hacerlas estallar, encogiendo a los chicos y a un sofá cercano. 
Wayne llega a casa y justamente la mascota de la familia Szalinski trata de avisarle lo que pasó con los chicos, por lo que él comienza a gritar por sus hijos. Nick escucha la voz de su padre y dice que el los regresara a la normalidad por lo que los chicos toman el sofá y lo llevan cerca de la puerta, la máquina se activa y justo antes de que Wayne entre a la habitación la pelota cae y apaga la máquina. Los chicos, tratan de llamar la atención del inventor, pero debido al pequeño tamaño de ellos, este no puede oírles. Tras el fracaso en la conferencia, Wayne rompe la máquina y la tira a una bolsa de basura, sin darse cuenta de que ha barrido junto a ellos a los niños. Quark, el perro de Wayne, trata de avisar a su dueño de que la máquina ha encogido a los niños, por lo que le lleva al desván, pero cuando el cae en la cuenta, ya es demasiado tarde, pues los niños, están en una bolsa de basura que, a su vez, está en el jardín. Tras una gran aventura, los niños logran llegar a su casa, gracias a Quark, que sale en su búsqueda. Agarrados de los pelos del perro, Nicky, Amy, Ron y Russell Jr. llegan a la casa de los Szalinski. Mientras Wayne desayuna unos cereales, Quark, se sube a la mesa y, debido a la fuerza, Nicky se suelta, cayendo en el tazón de cereales. Quark, pone su hocico en la mesa para Que Amy, Ron y Russel Jr. bajen hasta la mesa y avisar a Wayne de que Nicky está en el tazón. 
Cuando Wayne está a punto de comerse a su hijo, Quark le muerde en una pierna para avisarle y es entonces cuando Wayne, con una lupa, ve a Nicky, que le indica dónde están los demás. Diane, entonces va a avisar a los Thompsons. Una vez todos en el desván, Wayne se pregunta cómo la máquina ha funcionado con ellos cuando lo que hacía era destrozar las cosas, a lo que Russel padre, le exige que lo entienda, aunque su mujer, Mae le dice que no se altere, ya que Wayne hace lo que puede. Diane, con una lupa, le dice a Wayne de que Nicky le intenta decir algo, pero que no logra entenderle por su reducido tamaño. Wayne, acercándose le dice a Nicky, que se encuentra en la cuchara en la que está junto a su hermana y a los hijos de los Thompson, que busque la pelota de béisbol. Al no entenderle, Nicky, y Ron le hacen señas y Russell padre cae en la cuenta de que se trata del béisbol, por lo que su mujer le felicita. 
Es entonces cuando Wayne cae en la cuenta de que la pelota entró en el desván por la ventana, activó la máquina y los niños estaban en la trayectoria del láser, por lo que había exceso de temperatura y que esa era la causa de que todo se destruía. Amy, Ron y Russel Jr. felicitan entonces a Nicky. Wayne le dice a Diane que coja la cuchara, ya que va a poner la máquina en marcha y volver a los niños a su tamaño natural, pero Russel padre se opone, diciendo que no probará esa máquina con sus hijos sin antes probarla con un ser vivo (refiriéndose a Wayne). Quark, que escucha la conversación, sale del desván y Wayne le dice a su mujer que prueben la máquina con él, pero Russel padre no se lo permite y prefiere ser él en ofrecerse. Russel padre, se sienta en una silla y Wayne le dispara en rayo láser diciendo que ahora nada puede fallar. Russel padre, es encogido a 1/4 de pulgada mientras su mujer le dice que es muy valiente. Wayne, entonces devuelve a Russel a su tamaño natural y Diane, en presencia de Russel padre y de Mae, coge la cuchara y pone a los niños en el suelo. En ese instante, Russell Jr. le pregunta a Amy que si la máquina funciona le gustaría ir con él el viernes al baile. Amy le pregunta si sabe bailar, aunque él dice que no mucho, sin embargo, Amy acepta la propuesta. En ese momento, los cuatro niños se cogen de la mano y Wayne, acercándose a ellos, les dispara el rayo láser que les devuelve a su tamaño natural. 
Los niños, entonces, cuentan sus aventuras a sus respectivos padres y Amy le pregunta a su madre que si ella y su padre están bien, ya que estaban en crisis matrimonial, a lo que Diane responde que sí. Nicky, entre tanto, le dice a su padre que tenía razón, que fue la pelota, a lo que Wayne no sólo le dice que tenía razón, sino que es un genio. Nicky, también le cuenta a sus padres que Amy, se cayó a un río de lodo y que hubiera muerto ahogada de no ser por Russel jr. que la sacó de allí y que le hizo el boca a boca. Estas palabras, son escuchadas por Russel padre, que llama a Wayne por su apellido y, extendiendo su mano en señal de amistad, ambos vecinos se hacen amigos. La película, termina con los dos vecinos celebrando el Día de Acción de Gracia en casa de los Szalinskis y brindando con champán y justo cuando la película está a punto de terminar, Nicky comprende a qué se refería Russel Jr. con lo de "lo aprendí en las clases de francés".

## Reparto[1][2]
- Rick Moranis es Wayne Szalinski.
- Marcia Strassman es Diane Szalinski.
- Matt Frewer es Russell Thompson Sr.
- Kristine Sutherland es Mae Thompson.
- Thomas Wilson Brown es Russell "Russ" Thompson Jr.
- Amy O'Neill es Amy Szalinski.
- Jared Rushton es Ronald "Ron" Thompson.
- Robert Oliveri es Nick Szalinski.
- Carl Steven es Tommy Pervis.
- Mark. L. Taylor es Donald "Don" Forrester.
- Lou Cutell es el Dr. Brainard.
- Kimmy Robertson es Gloria Forrester.
- Trevor Galtress es el hombre polícia.
- Laura Waterbury es la mujer polícia.
- Martin Aylett es Harold Boorstein.
- Janet Sunderland es Lauren Boorstein.

## Producción
En los años 1990, los directores y productores Brian Yuzna y Stuart Gordon, creadores de la saga Re-animator y El dentista decidieron unirse para crear una producción de corte más familiar al de sus anteriores películas. Entonces se les ocurrió la idea de un grupo de jóvenes de tamaño diminuto que vivían aventuras en un entorno gigantesco. Se unieron a Ed Naha, guionista de Dolls, escribieron un primer tratamiento del guion que presentaron a la Disney.
Casualmente Walt Disney Pictures llevaba un tiempo interesada en hacer una película que tratara acerca de la miniaturización, y así es como Stuart Gordon fue contratado como director y Yuzna como productor.
El primer título elegido fue Teenie Weenies, pero se desechó por resultar demasiado infantil. El siguiente título elegido fue Grounded (En tierra) intentado así atraer a un público de más edad. Nuevamente el título fue cambiado a The Big Backyard (El gran patio trasero). Y finalmente, Honey, I Shrunk the Kids, una línea sacada del guion, fue el título definitivo. 
Para comprobar la viabilidad de los numerosos efectos especiales que la cinta requería, se decidió rodar alguna secuencia como prueba. Contrataron a Thomas G. Smith, de la Industrial Light and Magic, que acabaría siendo el productor ejecutivo, que filmó un par de secuencias:  una donde unos niños diminutos montaban una hormiga y otra donde los mismos trepaban por el envoltorio de un caramelo. Disney quedó satisfecha con el resultado y dio finalmente luz verde al proyecto.
La película fue muy influenciada por la película de los años 50 The Incredible Shrinking Man.

### Rodaje
Fue rodada en los Estudios Churubusco de México, que anteriormente habían albergado rodajes de films de gran envergadura como Dune, Total Recall o Licencia para matar, entre finales de 1988 y principios de 1989.
Algunas partes de la filmación se llevaron a cabo en los alrededores de Beverly Hills, California. En la escena en la que Diane sale del centro comercial para hablar por un teléfono público, hay un cartel en el que se puede leer "Beverly Hills Mall". No queda claro si toda la película transcurre en Beverly Hills o sólo esa escena, ya que esto contradice una afirmación de la secuela dónde se especifica que la residencia de los Szalinski en Honey, I Shrunk the Kids está situada en Fresno (California).

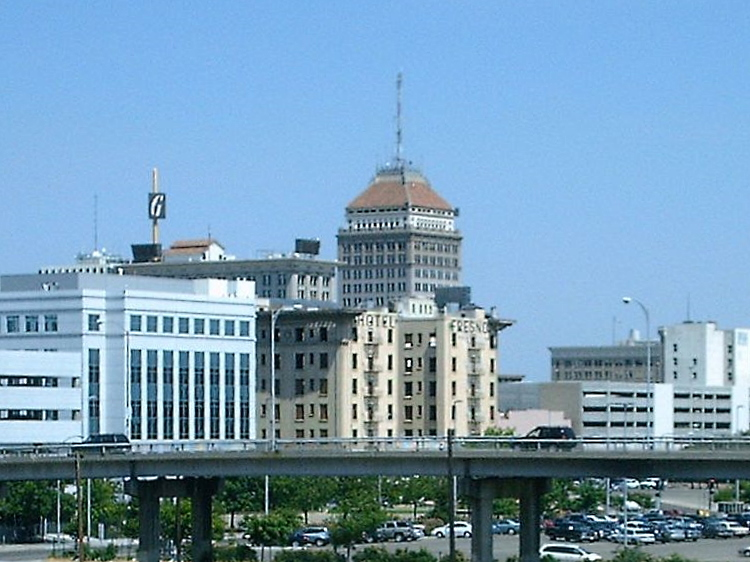
La película se filmó en Fresno (California).

En los Estudios Churubusco se construyó toda la urbanización donde transcurre la película, con una iglesia incluida, las pantallas blue screen más grandes jamás montadas, y los decorados a escala gigantesca, como el enorme césped del jardín, de 12 metros de altura, y fabricada en espuma de uretano, el bol de cereales con 60 mil litros de leche artificial, o la galleta gigante, hecha de auténtica crema.
También se construyó una hormiga a escala real, que se podía mover por control remoto, la cual tardaron 5 meses en construir, y todos sus pelitos eran de pelo de caballo.
Una semana antes de comenzar el rodaje, y debido a problemas de salud, Stuart Gordon se vio obligado a abandonar la dirección. El elegido para sustituirlo fue Joe Johnston, que había sido técnico de efectos y director de producción en la Industrial Light and Magic. Éste fue su debut dirigiendo un film, más tarde se encargaría también de la dirección de películas como Jumanji, Parque Jurásico III o El hombre lobo.
Entre los técnicos para efectos especiales, se pueden encontrar en el film a David Allen, que había trabajado en Flash Gordon y para la ILM, él se encargó de algunas secuencias stop motion. Aunque sin acreditar, la lucha entre la hormiga y el escorpión, fue creada por Phil Tippet. Greg Fonseca fue el diseñador de producción que creó muchos de los escenarios.

### Casting
Judy Taylor, Mike Fenton, y Lynda Gordon fueron los directores de casting. Antes de que Rick Moranis fuera confirmado para interpretar a Wayne Szalinski, se tantearon otros nombres. El guion estaba escrito pensando en Chevy Chase, entonces en la cúspide de su fama por la saga National Lampoon's Vacation, pero no pudo participar en la película por motivos de agenda.
John Candy fue el siguiente en la lista, pero rechazó interpretar a Wayne. Fue Candy el que sugirió a Rick Moranis.

Premios
La película fue ganadora del premio al Mejor equipo de producción en los premios BAFTA del año 1991, por la calidad de sus efectos especiales.

### Vídeos
- Cómo se hizo, parte I (en inglés)

- Cómo se hizo, parte II (en inglés)
- Cómo se hizo, parte III (en inglés)

- Datos: Q1426248